# نيلسون بورغز
نيلسون بورغز هو لاعب كرة قدم برازيلي، ولد في 22 يناير 1955 في Herculândia ‏ في البرازيل. لعب مع نادي أمريكا.